# Неизбежность (альбом)
«Неизбежность» — второй студийный альбом российской группы [AMATORY]. Существует пять изданий альбома — обычное, ограниченное, интернет-издание, издание для Украины и издание для Беларуси. В ограниченное издание вошли треки «С. Т. Е. К. А. Я.» и «Другая жизнь», а также расширенный буклет с текстами песен.
В 2005 году на премии «St. Petersburg Alternative Music Awards» Amatory получили призы «Лучшее музыкальное видео» за песню «Черно-белые дни» и «Лучший альбом» за «Неизбежность». Так же группа получила премию RAMP 2005 «Лучшее музыкальное видео» за песню «Чёрно-белые дни» и победила в номинации «Лучшая группа». По данным журнала FUZZ альбом «Неизбежность» вошел в пятерку самых продаваемых российских рок-альбомов 2004—2005 года.
Изначально музыканты планировали назвать альбом «Город мертвых детей», поэтому на обложке присутствует образ ребёнка, но в период подготовки релиза произошел террористический акт в Беслане, во время которого погибло много детей. После этой трагедии группа приняла решение изменить название альбома, но обложку менять не стали.

## Список композиций
Все тексты написаны [DENVER] и [IGOR], вся музыка написана [GANG] и [ALEX].
| №   | Название             | Длительность |
| --- | -------------------- | ------------ |
| 1.  | «Километры»          | 4:16         |
| 2.  | «Сотни Раз»          | 4:19         |
| 3.  | «Беги Вслед За Мной» | 3:06         |
| 4.  | «Чёрно-белые дни»    | 4:19         |
| 5.  | «Сильнее Меня»       | 3:16         |
| 6.  | «Я Остаюсь»          | 3:12         |
| 7.  | «Сломанный Мир»      | 4:05         |
| 8.  | «Глубоко Внутри»     | 3:18         |
| 9.  | «Поцелуй Мою Кровь»  | 2:55         |
| 10. | «P.S.»               | 4:59         |
| 11. | «Когда Я Забуду*»    | 7:55         |

| №   | Название          | Длительность |
| --- | ----------------- | ------------ |
| 10. | «С.Т.Е.К.А.Я»     | 2:48         |
| 11. | «Другая Жизнь»    | 4:20         |
| 12. | «P.S.»            | 4:59         |
| 13. | «Когда Я Забуду*» | 7:55         |

| №   | Название       | Длительность |
| --- | -------------- | ------------ |
| 10. | «С.Т.Е.К.А.Я»  | 2:48         |
| 11. | «Другая Жизнь» | 4:20         |
| 12. | «P.S.»         | 4:59         |

| №   | Название                   | Длительность |
| --- | -------------------------- | ------------ |
| 10. | «Другая Жизнь»             | 4:20         |
| 11. | «P.S.»                     | 4:59         |
| 12. | «Когда Я Забуду*»          | 7:55         |
| 13. | «Чёрно-белые дни» (видео)  |              |
| 14. | «Trailer DVD “PS”» (видео) |              |

| №   | Название                   | Длительность |
| --- | -------------------------- | ------------ |
| 10. | «С.Т.Е.К.А.Я»              | 2:48         |
| 11. | «P.S.»                     | 4:59         |
| 12. | «Когда Я Забуду*»          | 7:55         |
| 13. | «Чёрно-белые дни» (видео)  |              |
| 14. | «Trailer DVD “PS”» (видео) |              |

## Участники записи
Amatory
- Денис [DENVER] Животовский — бас-гитара, гроулинг, чистый вокал
- Даниил [STEWART] Светлов — ударные, семплы
- Александр [ALEX] Павлов — ритм-гитара, клавишные
- Сергей [GANG] Осечкин — соло-гитара
- Игорь [IGOR] Капранов — речитатив, дополнительный гроулинг, семплы

Другие участники
- Jacob Hansen — микширование, мастеринг, продюсирование
- Heiko Klotz — клавишные на треках 2, 4, 12
- Kast — семплирование, клавишные на треках 1, 3, 5, 7, 13
- Анна Щенникова — вокал (трек 8), клавишные (трек 7)

## Заметки
- В треке «Когда я забуду» в качестве дополнительного сопровождения используется отрывок диалога из фильма Терминатор 2: Судный День (1991).